# Stenoma dentella
Stenoma dentella es una especie de polilla del género Stenoma, orden Lepidoptera.

## Taxonomía
Fue descrita científicamente por Fabricius en 1794.